# Love Somebody (canción de Maroon 5)
«Love Somebody» es el cuarto sencillo de la banda estadounidense Maroon 5 cuarto álbum de estudio Overexposed (2012). Fue escrito por Adam Levine y Nathaniel Motte, junto con Ryan Tedder y Noel Zancanella, quien también se desempeñó como productor. "Love Somebody" es una canción dance-pop y las letras explora "la salvación en la pista de baile". Los críticos musicales dio a la canción críticas variadas, algunos de ellos alabaron su composición, su vinculación con las obras de la banda de rock alternativo británico Coldplay, sin embargo, hubo algunas críticas hacia su producción y voz de Levine. Después del lanzamiento del álbum, debido a las fuertes descargas digitales, la canción alcanzó el puesto número nueve en la lista de singles en Corea del Sur. hasta la fecha esta en la posición 10 del Hot 100.

## Posicionamiento en listas
| Listas (2012–13)                     | Mejor posición |
| ------------------------------------ | -------------- |
| Canadá (Canadian Hot 100)            | 10             |
| Irlanda (IRMA)                       | 56             |
| Nueva Zelanda (Recorded Music NZ)    | 34             |
| South Korea Gaon International Chart | 8              |
| Ukraine (FDR)                        | 17             |
| Estados Unidos (Billboard Hot 100)   | 10             |
| US Pop Songs (Billboard)             | 2              |
| Estados Unidos (Adult Top 40)        | 1              |